# Erzbistum Santiago de Chile
Das Erzbistum Santiago de Chile (lat.: Archidioecesis Sancti Iacobi in Chile, span.: Arquidiócesis de Santiago de Chile) ist eine in Chile gelegene Erzdiözese der römisch-katholischen Kirche mit Sitz in Santiago de Chile.

## Geschichte
Das Bistum Santiago de Chile wurde am 27. Juni 1561 durch Papst Pius IV. aus Gebietsabtretungen des Erzbistums Lima und Bistums La Plata o Charcas errichtet. Es wurde dem Erzbistum Lima als Suffraganbistum unterstellt.
Am 21. Mai 1840 wurde das Bistum Santiago de Chile durch Papst Gregor XVI. zum Erzbistum erhoben. Zudem wurde es Sitz eines Metropoliten. Das Erzbistum gab in seiner Geschichte mehrmals Teile seines Territoriums zur Gründung neuer Bistümer ab.
Der Erzbischof von Santiago de Chile ist zugleich Primas von Chile. Seit 1946 wurden alle Erzbischöfe von Santiago de Chile zu Kardinälen kreiert, sodass Santiago de Chile als traditionell mit der Kardinalswürde verbundener Bischofssitz gilt.
In den 1960er Jahren wurde die Sankt-Michael-Kirche eingeweiht, die einzige deutschsprachige Pfarreikirche im Erzbistum.
Am 12. Juli 2018 wurde der ehemalige Missbrauchsbeauftragte und Kanzler des Erzbistums, Óscar Muñoz Toledo, unter dem Verdacht verhaftet, im Zeitraum von 2002 bis 2018 selbst sieben Personen zwischen 11 und 17 Jahren sexuell missbraucht zu haben. Im Januar 2018 hatte er sich vor der Missbrauchsmeldestelle des Erzbistums der Taten bezichtigt; im Mai 2018 war ein Ermittlungsverfahren eingeleitet worden. 
2019 entließ Papst Franziskus ihn aus dem Klerikerstand. Im Juni 2022 wurde er zu 15 Jahren Haft verurteilt.
Ende Juli 2018 wurde der amtierende Erzbischof und ehemalige Vorsitzende der chilenischen Bischofskonferenz, Ricardo Ezzati Andrello, von der Staatsanwaltschaft unter dem Verdacht, jahrelang sexuellen Missbrauch durch Kirchenvertreter vertuscht zu haben, zur Vernehmung vorgeladen. Im Fall einer Verurteilung drohen ihm bis zu fünf Jahre Haft.